# Desa Tambaksari (administrativ by i Indonesien, Jawa Timur, lat -6,96, long 113,82)
Desa Tambaksari är en administrativ by i Indonesien.   Den ligger i provinsen Jawa Timur, i den västra delen av landet, 800 km öster om huvudstaden Jakarta. Desa Tambaksari ligger på ön Madura.